# No Remorse (album)
No Remorse – pierwszy album kompilacyjny brytyjskiej heavymetalowej grupy Motörhead, wydany w 1984. Oprócz wydanych już wcześniej utworów zawiera trzy nowe: „Snaggletooth”, „Steal Your Face” oraz „Locomotive”.

## Lista utworów
Opracowano na podstawie materiału źródłowego.
| CD 1 | CD 1                    | CD 1                              | CD 1    |
| Nr   | Tytuł utworu            | Autorzy                           | Długość |
| ---- | ----------------------- | --------------------------------- | ------- |
| 1.   | „Ace of Spades”         | Clarke, Kilmister, Taylor         | 2:48    |
| 2.   | „Motörhead”             | Kilmister                         | 3:37    |
| 3.   | „Jailbait”              | Clarke, Kilmister, Taylor         | 3:33    |
| 4.   | „Stay Clean”            | Clarke, Kilmister, Taylor         | 2:42    |
| 5.   | „Too Late, Too Late”    | Clarke, Kilmister, Taylor         | 3:26    |
| 6.   | „Killed by Death”       | Würzel, Campbell, Gill, Kilmister | 4:42    |
| 7.   | „Bomber”                | Clarke, Kilmister, Taylor         | 3:43    |
| 8.   | „Iron Fist”             | Clarke, Kilmister, Taylor         | 2:54    |
| 9.   | „Shine”                 | Kilmister, Robertson, Taylor      | 3:11    |
| 10.  | „Dancing on Your Grave” | Kilmister, Robertson, Taylor      | 4:30    |
| 11.  | „Metropolis”            | Clarke, Kilmister, Taylor         | 3:37    |
| 12.  | „Snaggletooth”          | Würzel, Campbell, Gill, Kilmister | 3:51    |
|      |                         |                                   | 42:34   |

| CD 2 | CD 2                      | CD 2                                         | CD 2    |
| Nr   | Tytuł utworu              | Autorzy                                      | Długość |
| ---- | ------------------------- | -------------------------------------------- | ------- |
| 1.   | „Overkill”                | Clarke, Kilmister, Taylor                    | 5:15    |
| 2.   | „Please Don't Touch”      | Kidd, Robinson                               | 2:49    |
| 3.   | „Stone Dead Forever”      | Clarke, Kilmister, Taylor                    | 4:54    |
| 4.   | „Like a Nightmare”        | Clarke, Kilmister, Taylor                    | 4:28    |
| 5.   | „Emergency”               | Denise Dufort, Johnson, McAuliffe, Williams  | 3:00    |
| 6.   | „Steal Your Face”         | Würzel, Campbell, Gill, Kilmister            | 4:31    |
| 7.   | „Louie, Louie”            | Berry                                        | 2:55    |
| 8.   | „No Class”                | Clarke, Kilmister, Taylor                    | 2:41    |
| 9.   | „Iron Horse/Born to Lose” | Brown, Lawrence, Taylor                      | 3:48    |
| 10.  | „(We Are) The Road Crew”  | Clarke, Kilmister, Taylor                    | 3:12    |
| 11.  | „Leaving Here”            | Lamont Dozier, Brian Holland, Edward Holland | 3:05    |
| 12.  | „Locomotive”              | Würzel, Campbell, Gill, Kilmister            | 3:25    |
| 13.  | „Under the Knife”         | Würzel, Campbell, Gill, Kilmister            | 3:50    |
| 14.  | „Under the Knife”         | Würzel, Campbell, Gill, Kilmister            | 4:34    |
| 15.  | „Masterplan”              | Stotts, Swenson                              | 2:55    |
| 16.  | „No Class”                | Clarke, Kilmister, Taylor                    | 2:32    |
| 17.  | „Stand by Your Man”       | Sherrill, Wynette                            | 3:06    |
|      |                           |                                              | 1:01:00 |

## Twórcy
Opracowano na podstawie materiału źródłowego.
| - Lemmy Kilmister – gitara basowa, wokal - Phil Campbell – gitara - Würzel – gitara - Pete Gill – perkusja - Eddie Clarke – gitara, produkcja muzyczna |  | - Brian Robertson – gitara - Phil "Philthy Animal" Taylor – perkusja - Guy Bidmead, Will Reid-Dick, Neil Richmond, Nicholas Raymonde, Vic Maile, Jimmy Miller – produkcja muzyczna - Tony Platt – inżynieria dźwięku, produkcja muzyczna - John Burns, Ashley Howe, Bill Laswell, Jason Corsaro, Trevor Hallesy, Charles Harrowell – inżynieria dźwięku |

## Listy sprzedaży
| Lista           | Kraj            | Pozycja |
| --------------- | --------------- | ------- |
| UK Albums Chart | Wielka Brytania | 14      |